# Onyx Unleashed
Pablo Durango, más conocido como Onyx Unleashed (Madrid, 1988), es una drag queen y artista multidisciplinar española, conocida por su participación en la segunda temporada de Drag Race España.

## Carrera
Pablo Durango comenzó a hacer drag como Onyx en una fiesta del local madrileño El Puñal Dorao, lo cual le ayudó a iniciar su proceso de autodestrimiento de su expresión de género e identidad.
En 2022 Onyx se unió a la competencia de telerrealidad Drag Race España en su segunda temporada temporada, que comenzó a emitirse en marzo de 2022. Durante el tercer episodio, tras la actuación de "La Llamadrag", Onyx recibió críticas del jurado que la posicionaron entre las candidatas a las dos peores, puesto que sin embargo terminaron ocupando Jota Carajota y Juriji der Klee. En el quinto episodio, su interpretación de Juana la Loca en el Snatch Game no fue del agrado de los jueces. Esto la llevó a ser calificada entre las dos peores, y finalmente fue eliminada tras ser derrotada en una batalla de lip sync por la artista drag Diamante Merybrown.
Tras el final de emisión de la temporada, Onyx pasó a formar parte de la gira nacional del Gran Hotel de las Reinas.
En mayo de ese mismo año realizó una colaboración de maquillaje con la revista Glamour.
En junio apareció en el documental Trabajar como DRAG QUEEN en España, del activista por los derechos LGBT Daniel Valero, sobre las historias personales de diversos artistas drag, el significado político de esta expresión artística y la situación de la cultura drag en España. En 2024 fue una de los concursantes de la primera temporada de Drag Race España: All Stars.
El sitio web Collider incluyó a Onyx en su lista de las 10 drag queens más singulares de la franquicia Drag Race.

## Filmografía

### Televisión
| Año  | Título                      | Papel       | Cadena      | Notas       |
| ---- | --------------------------- | ----------- | ----------- | ----------- |
| 2022 | Drag Race España            | Concursante | Atresplayer | 8.º lugar   |
| 2022 | Gran Hotel de las Reinas    | Reparto     | Atresplayer |             |
| 2023 | Sí lo digo                  | Invitada    | Atresplayer | 2 episodios |
| 2024 | Drag Race España: All Stars | Concursante | Atresplayer | 8.º lugar   |